# Péter latin császár
Courtenay Péter (1167 körül – Epirosz, 1219. június után), latin császár, Courtenay Jolán magyar királyné és Courtenay Mária nikaiai császárné apja, valamint II. András magyar király apósa.

## Élete
Wertner Mór így adja meg a származását: „courtenayi II. Péter, (1216. konstantinápolyi [latin] császár, [...]) a Capetingok házából.” Hóman–Szekfű Magyar története (1928) Capet-Courtenay Péter konstantinápolyi császárnak nevezi. VI. Lajos francia király unokája lett a következő császár, Courtenay Péter és Erzsébet fia. Első felesége, Nevers-i Ágnes révén három tartományt örökölt Franciaországban, Nevers-t, Auxerre-t és Tonerre-t. A Latin Császárság élére második felesége, Flandriai Jolánta, a későbbi Balduin és Henrik császárok nővére révén került. Előtte még részt vett a harmadik keresztes hadjáratban unokatestvére, II. Fülöp Ágost oldalán, majd küzdött az albigensek ellen, illetve 1214-ben jelen volt Bouvinesnél, ahol a király legyőzte IV. Ottó német-római császárt és Ferrand flandriai grófot, ezáltal biztosította különféle szerzeményeit (Bretagne, Normandia, Maine, Anjou és Touraine, amiket Ottó szövetségesétől, Földnélküli János angol királytól ragadott el nemrég, ld. Bouvines-i csata).
1216-ban, miután I. Henrik latin császár törvényes gyermek nélkül hunyt el, Pétert választották örököséül. El is indult kis sereg élén Franciaországból, Rómában III. Honoriusz pápa császárrá szentelte, majd 1217-ben hajókat kölcsönzött a velenceiektől. Cserébe megígérte, hogy elfoglalja számukra Durazzót, ám elbukott, így szárazföldön volt kénytelen fővárosába menni. Útközben azonban epiruszi fogságba esett, és Theodor Angelosz despota börtönében halt meg két év múlva, valószínűleg szándékosan gyilkolták meg. Felesége és gyermekei azonban elérték Konstantinápolyt, és el is nyerték annak trónját. Franciaországi tartományait Ágnestől származó lánya, Maud örökölte.